# Schemat blokowy (elektronika)
Schemat blokowy – rysunek stosowany do przedstawienia budowy urządzeń lub układów elektronicznych, będący połączeniem technicznego przedstawienia rysunku technicznego z prostotą schematów blokowych.
Urządzenie dzieli się na bloki, czyli części odpowiadające za dane działania. Z ogólnego schematu poglądowego można wydzielić blok zasilania, blok stabilizujący, bloki przetwarzania, bloki sterujące i inne. Podstawową różnicą między schematem blokowym a schematem montażowym jest to, że bloki rysowane są zwykle na schemacie jako ogólne struktury odpowiadające i przyporządkowane kształtem całym układom, a nie pojedynczym strukturom elektronicznym (jak rezystor lub cewki). Pojedynczy blok może zostać przedstawiony schematem elektrycznym.